# 發條橘子
《發條橙》是1962年由安東尼·伯吉斯所著的反烏托邦中篇小說。發條橙在1998年美國現代圖書館的20世紀百大英文小說中，在編輯排名中排第65位，讀者票選則排第55位。2005年又被時代雜誌選為百大英文小說。2008年入選為普羅米修斯獎的名人堂。

## 故事簡介
故事共分三部分。
第一部分是亞歷克斯的青春期，亞歷克斯連同他的朋友周圍鬧事，他們在街上欺負老弱的長者，進行幫派決鬥，擅闖民居強暴婦女。後來，亞歷克斯為了由誰來當頭領的問題與他的朋友产生裂痕，因此在一次擅闖民居中，他的朋友背叛了他。最終亞歷克斯被警方扣捕，被判14年監禁。
在獄中的生活為第二部，亞歷克斯在獄中度過了兩年光陰，但他並沒有反省，只希望盡快離開。其劣根性令他被選中參加一項實驗，經過兩星期實驗後可以離開監獄重返社會。實驗利用古典制約理論中的厌恶疗法，一邊讓亞歷克斯觀看暴力色情的電影，一邊讓他有噁心的感覺，結果亞歷克斯失去了選擇作惡的能力，可以重返社會。
重返社會為第三部，回到家中亞歷克斯發現自己在家的地位已經被另一個人取代，在街上又被往日的朋友敵人報仇，最後更淪為政客攻擊政府的工具。亞歷克斯決意一死了之，怎知道大難不死又得到了選擇善惡的能力。最終一章中，亞歷克斯已經成年，見到其中一位朋友成家立室，開始決定不再過年少輕狂的生活，卻也擔心自己若有孩子，其會否遺傳到自己的暴力天性。

## 原型
原型是作者自身的遭遇：1942年，他跟随英军在直布罗陀驻扎的时候，远在英国本土的妻子（当时已怀有身孕）被4个闯入家中的美国兵殴打和轮奸，造成流产和留下终身的妇科病。得知此事的伯吉斯急欲回家照顾妻子，但遭到军队拒绝，那段时间他极其易怒、消沉和不受控制，只有英国左翼进步人士安妮·麦格林在给予安抚和精神支持。也是麦格林她的共产主义主张，极大影响了后来的《发条橙》原著。

## 刪減片段
此書於1986年之前美國出版社在出版時選擇刪除最後一個章節（第21章節），遭到原作者安東尼·伯吉斯的強烈反對，但當時作者由於急需用錢只好妥協這個結果。而翻拍發條橘子的電影導演斯坦利·库布里克雖然是在英國進行拍攝，但劇本採用的是美國翻譯版。
作者於此書初版後17年寫下作品再吮發條橘子，講明被刪除的第21章節對他而言是多麼重要。
而其他語言的翻譯版，例如法文、義大利文、西班牙文或俄文翻譯版，皆保留的原作的第21章節。

## 改编电影
- 乙烯（Vinyl），于1965年上映，由安迪·沃荷执导的实验电影。
- 發條橘子（A Clockwork Orange），于1971年上映，由斯坦利·库布里克执导。

## 相關
- 古典制約理論
- 洗腦

## 延伸閱讀
- A Clockwork Orange: A Play With Music. Century Hutchinson Ltd. (1987). An extract is quoted on several web sites: Anthony Burgess from A Clockwork Orange: A play with music (Century Hutchinson Ltd, 1987), , A Clockwork Orange - From A Clockwork Orange: A Play With Music
- Burgess, Anthony (1978). Clockwork Oranges. In 1985. London: Hutchinson. ISBN 0-09-136080-3 (extracts quoted here)
- Vidal, Gore. . . New York: Random House. 1988: 411. ISBN 0-394-57020-0.
- Tuck, Donald H. . Chicago: Advent. 1974: 72. ISBN 0-911682-20-1.

## 外部連結
- 列在網路推理小說資料庫中的《A Clockwork Orange》
- A Clockwork Orange （页面存档备份，存于） at SparkNotes
- A Clockwork Orange （页面存档备份，存于） at Literapedia （页面存档备份，存于）
- A Clockwork Orange (1962) | Last chapter | Anthony Burgess (1917-1993) （页面存档备份，存于）

Comparisons with the Kubrick film adaptation
- Dalrymple, Theodore. "A Prophetic and Violent Masterpiece" （页面存档备份，存于）, City Journal
- Giola, Ted. "A Clockwork Orange by Anthony Burgess" （页面存档备份，存于） at Conceptual Fiction （页面存档备份，存于）
- Priestley, Brenton. "Of Clockwork Apples and Oranges: Burgess and Kubrick (2002)" （页面存档备份，存于）